# André-Marie Ampère
André-Marie Ampère (Lione, 20 gennaio 1775 – Marsiglia, 10 giugno 1836) è stato un fisico francese.
Diede contributi fondamentali nello studio dell'elettrodinamica, sviluppando i primi modelli matematici per la descrizione dei fenomeni dell'elettromagnetismo. In suo onore viene adottata, nel Sistema Internazionale, l'unità di misura omonima (leggi ampèr ) della intensità di corrente (A). Il suo nome compare tra i 72 nomi incisi sulla Torre Eiffel.

## Biografia

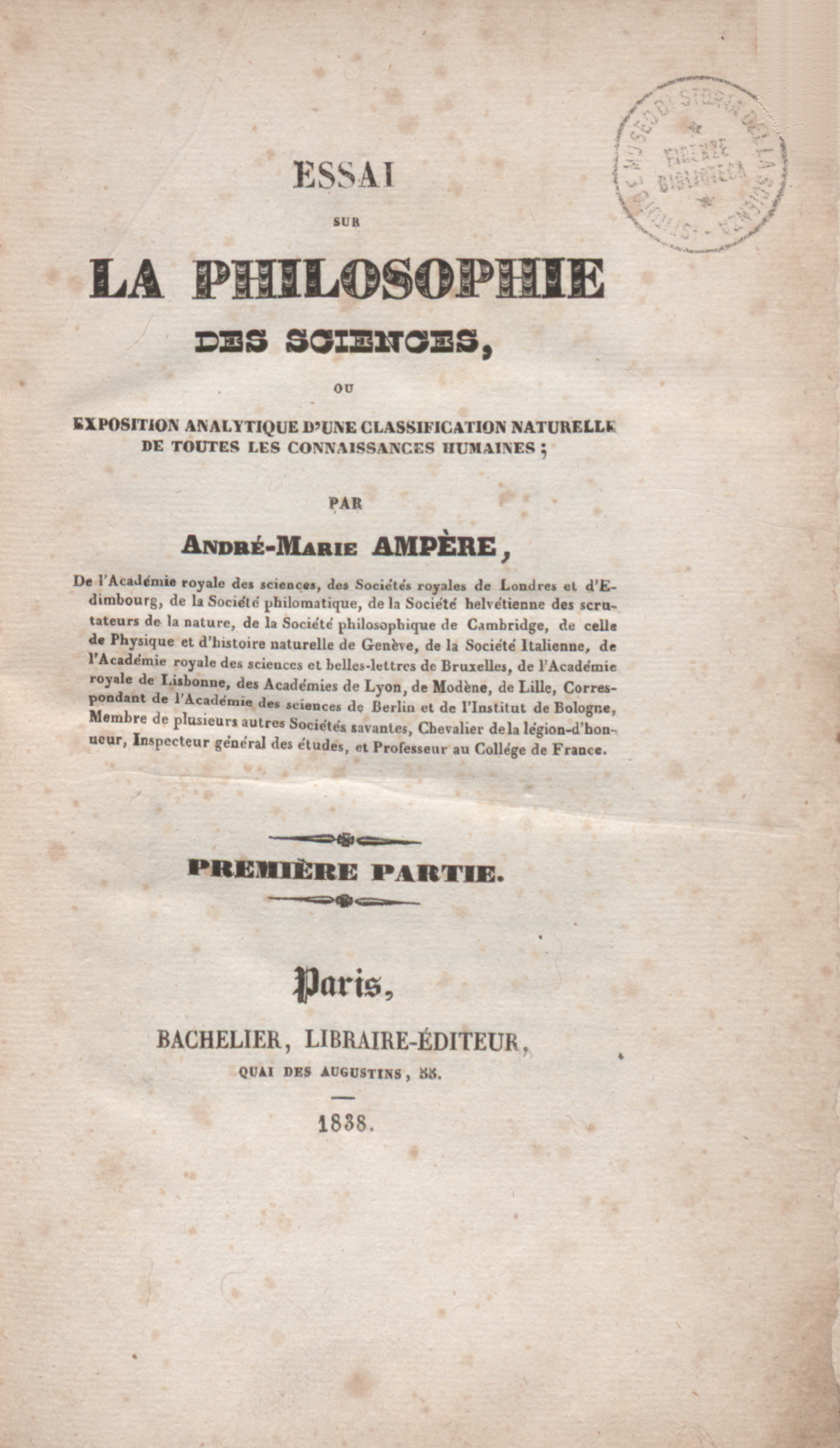
Frontespizio di Essai sur la philosophie des sciènces

Ampère nacque a Lione e si appassionò al piacere del conseguimento della conoscenza fin dalla sua infanzia. Si narra che abbia risolto lunghe somme aritmetiche usando sassolini e briciole di biscotti, prima ancora di apprendere i numeri. Suo padre gli insegnò il latino, ma smise scoprendo la maggior inclinazione e attitudine del figlio nei confronti della matematica. Il giovane Ampère, comunque, riprese presto le sue lezioni di latino, che lo resero in grado di padroneggiare i lavori di Eulero e Bernoulli.
Nella vecchiaia era solito dire che a diciott'anni sapeva di matematica come mai più nella sua vita; le sue letture abbracciavano quasi tutto il sapere: storia, viaggi, poesia, filosofia e scienze naturali. Catturato a Lione dall'esercito della Convenzione nel 1793, il padre di Ampère che, reggendo l'incarico di giudice di pace, aveva preso una ferma posizione contro i precedenti eccessi rivoluzionari, venne all'improvviso gettato in prigione e poco dopo mandato al patibolo. Questo avvenimento produsse una profonda impressione nell'animo sensibile di André-Marie, che per più di un anno affondò nell'apatia.
Successivamente il suo interesse venne risvegliato da alcune lettere sulla botanica che si trovò tra le mani, e dalla botanica si rivolse allo studio dei poeti classici, scrivendo egli stesso dei versi, dimostrando un'altra volta la sua ecletticità. Nel 1796 incontrò Julie Carron e tra i due si sprigionò dell'affetto, il cui progresso venne registrato in modo ingenuo in un diario (Amorum). Nel 1799 si sposarono. A partire dal 1796 Ampère dava lezioni private a Lione in matematica, chimica e lingue; nel 1801 si spostò a Bourg-en-Bresse, come professore di fisica e chimica, lasciando a Lione la moglie inferma e il figlio piccolo Jean-Jacques.
La moglie morì nel 1804 ed egli non si riprese mai dal duro colpo. Nello stesso anno venne nominato professore di matematica al lycée di Lione. Il suo piccolo trattato Considerations sur la theorie mathématique du jeu, che dimostrava che le possibilità di vincita sono a sfavore dello scommettitore abituale, pubblicato nel 1802, lo portò all'attenzione di Jean-Baptiste Delambre, le cui raccomandazioni gli fecero ottenere la nomina a Lione e in seguito (1804) una posizione subordinata alla Scuola Politecnica di Parigi, dove venne eletto professore di matematica nel 1809.
Qui continuò a portare avanti le sue ricerche scientifiche e i suoi molteplici studi, con una diligenza invariata. Venne ammesso come membro dell'Istituto nel 1814. Spronato dal chimico conte Berthollet, l’erede di Lavoisier a Parigi, pubblica nel 1814 un’elaborata teoria della struttura molecolare Sur la détermination des proportions dans lesquelles les corps se combinent d'apres le nombre et la disposition respective des molécules dont leurs particules intégrantes sont composées. La teoria tiene conto della legge dei volumi di combinazione di Gay-Lussac “Dare il mezzo di prevedere a priori  i rapporti fissi secondo i quali i corpi si combinano, riportando le loro diverse combinazioni a principi che sarebbero l’espressione di una legge della natura”. In questo lavoro enuncia, in modo indipendente da Avogadro (1811), la legge della proporzionalità diretta tra il volume di un gas e il numero di particelle contenute, indipendente dalla loro natura. Sulla base della visione atomistica inaugurata da Newton (1704) e della teoria delle forze molecolari a corto raggio sviluppata da Laplace (1806), Ampére elabora la complessa teoria geometrico-molecolare che a partire da due sole forme fondamentali, il tetraedro e l’ottaedro, costruisce le possibili strutture molecolari stabili.
La fama di Ampère è dovuta principalmente al servizio che rese alla scienza nello stabilire le relazioni tra elettricità e magnetismo e nello sviluppo della scienza dell'elettromagnetismo. L'11 settembre 1820 seppe della scoperta di Hans Christian Ørsted che un ago magnetico reagisce a una corrente voltaica. Il 18 dello stesso mese presentò uno scritto all'Accademia, che conteneva un'esposizione molto più completa di quello e di fenomeni simili.
L'intero campo che gli si aprì dinnanzi venne esplorato da Ampère con la caratteristica operosità e cura, ed egli sviluppò una teoria matematica che non solo spiegava il fenomeno elettromagnetico appena osservato, ma ne prefigurava molti altri. Le sue memorie originali su questo soggetto si possono trovare negli Annales de chimie et de physique, editi tra il 1820 e il 1828; più in là nel corso della sua vita preparò un notevole saggio di filosofia della scienza (Essai sur la philosophie des sciènces). Nel 1827 venne eletto membro straniero della Royal Society e l'anno seguente entrò con lo stesso ruolo all'Accademia reale svedese delle scienze. Inoltre scrisse diverse memorie e documenti scientifici, compresi i due sull'integrazione delle equazioni differenziali parziali (Jour. École Polytechn. x., xi.). 
Ampère morì di polmonite a Marsiglia nel 1836, all'età di 61 anni, ed è sepolto nel cimitero di Montmartre a Parigi. Il giudizio sulla sua vita è espresso chiaramente dall'epitaffio che egli stesso scelse per la sua tomba: Tandem felix, ("Finalmente felice"). La grande affabilità e la semplicità fanciullesca del carattere di Ampère sono ben delineate nel suo Journal et correspondance (Parigi, 1872).
Ad Ampère è stato dedicato il  Museo di storia dell'elettricità nella casa di Poleymieux-au-Mont-d'Or, dove trascorse gran parte della sua giovinezza, nelle vicinanze di Lione.

## Tributi

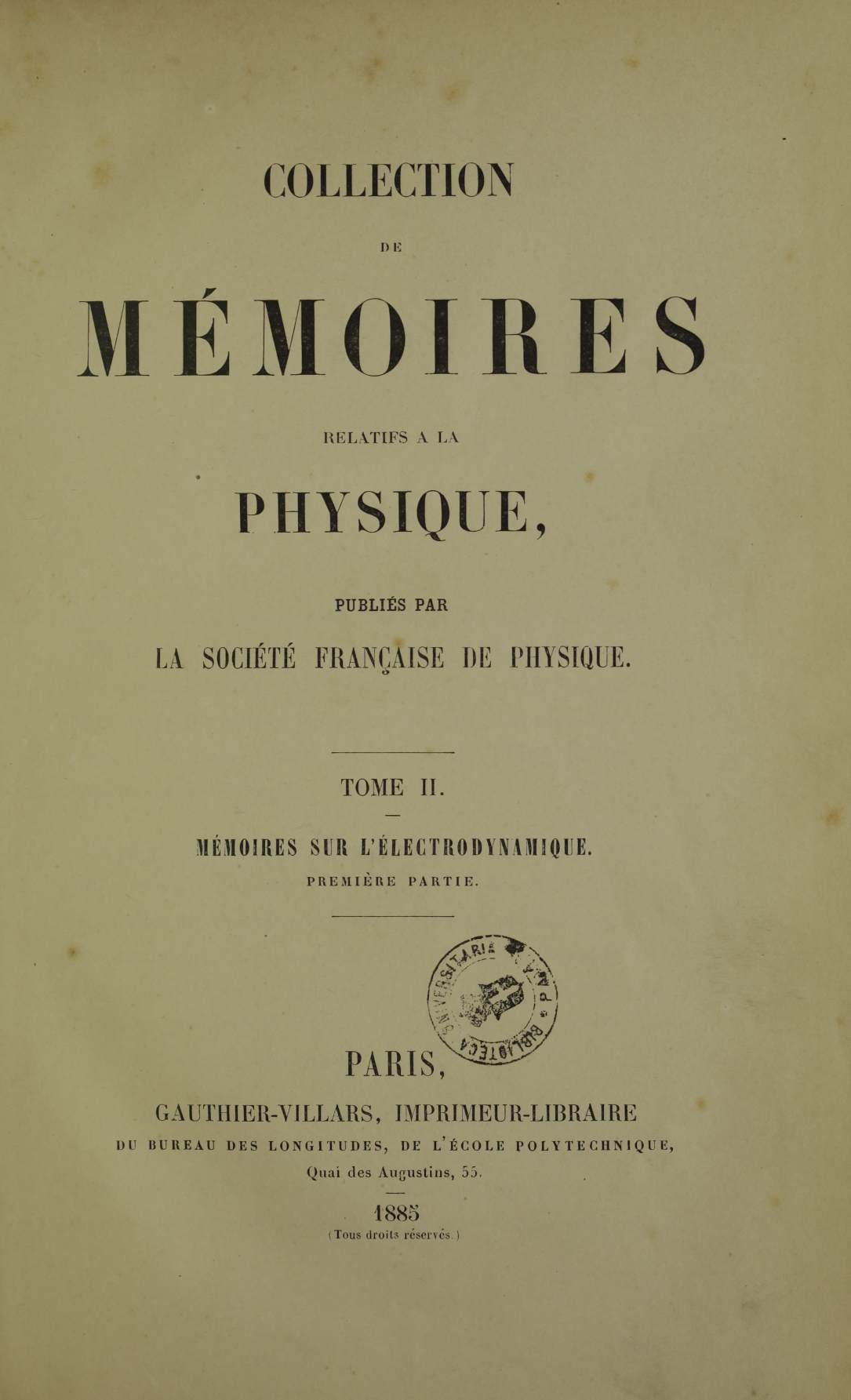
Mémoires sur l'électrodinamique, tomo II, 1885

Il nome di André-Marie Ampère è associato all'unità internazionale della corrente elettrica, l'Ampere (simbolo, A), chiamato in suo onore. Ampère è l'unica persona, insieme a Lord Kelvin, ad aver dato il suo nome a una delle sette unità di base del Sistema internazionale di unità di misura.
Il suo nome è anche associato a un premio assegnato dall'Accademia francese delle scienze, il Premio Ampère, e appare tra i 72 sulla Torre Eiffel. La casa di famiglia a Poleymieux-au-Mont-d'Or dove lo scienziato trascorse la sua infanzia e adolescenza è divenuto un museo dell'elettricità a lui dedicato, il Museo Ampère. Creata nel 1930, la Société des Amis d'André-Marie Ampère gestisce il museo e mantiene viva la sua memoria.
André-Marie Ampère è stato oggetto di numerosi omaggi nazionali e internazionali, in particolare nella celebrazione del centenario e del bicentenario delle sue scoperte, rispettivamente nel 1920 e nel 2020.
Il suo nome è anche associato a Lione a una stazione della linea A della metropolitana, la stazione Ampère - Victor Hugo.
Un asteroide, 10183 Ampère, porta il suo nome.

## Opere

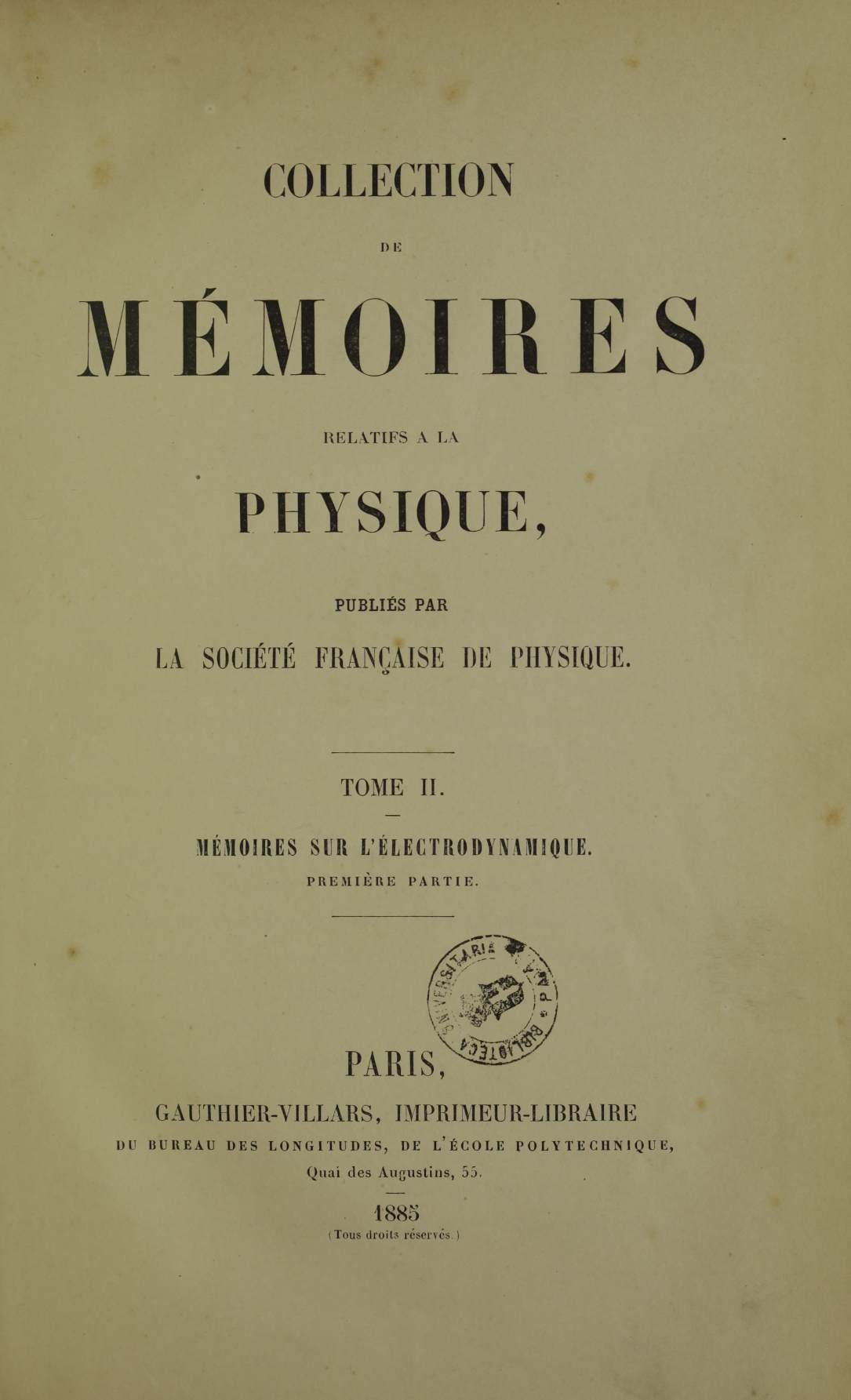
Mémoires sur l'électrodinamique, tomo II, 1885

- Considérations sur la théorie mathématique du jeu, Frères Perisse, Lyon, 1802.
- Annales de chimie et de physique, 6 voll., 1820-1828
- Description d'un appareil électro-dynamique, Bachelier, Paris, 1826.
- Sur la théorie mathématique des phénomènes électro-dynamiques, uniquement déduite de l'expérience, Firmin Didot, Paris, 1827.
- Essai sur la philosophie des sciences, ou, Exposition analytique d'une classification naturelle de toutes les connaissances humaines, Bachelier, Paris, 1834,
  -  Essai sur la philosophie des sciences, vol. 1, Paris, Bachelier, 1838.
  -  Essai sur la philosophie des sciences, vol. 2, Paris, Bachelier, 1843.
- Journal et correspondance, Parigi, 1872.
  -  Journal et correspondance, Paris, Paul Ollendorff, 1893.
- Mémoires sur l'électrodinamique, vol. 1, Paris, Gauthier-Villars, 1885.
  -  Mémoires sur l'électrodinamique, vol. 2, Paris, Gauthier-Villars, 1887.
- Mémoires sur l'électromagnétisme et l'électrodynamique, Paris, Gauthier-Villars, 1921.